# مکسول کورنه
مکسول کورنت (فرانسوی: Maxwel Cornet‎؛ زادهٔ ۲۷ سپتامبر ۱۹۹۶) بازیکن فوتبال اهل ساحل عاج است که برای باشگاه وستهام بازی می‌کند.
از باشگاه‌هایی که در آن بازی کرده‌است می‌توان به متس و لیون اشاره کرد.